# 朝鮮学会
朝鮮学会（ちょうせんがっかい、조선학회）とは、韓国・朝鮮地域を対象に学術的に研究する学会。
沿革
1950年（昭和25年）10月に中山正善・高橋亨らによって、朝鮮半島、およびその他朝鮮に関する地域の言語、宗教、文化、歴史などを研究する学会として、天理大学を本拠に設立された。朝鮮に関する学会としては、日本で最初に結成された学会である。

## 活動
学会
毎年１回の大会を開催している。大会時には、1960年以来、韓国から著名な研究者を招請し、日本の研究者との交流をはかるなど日本における学術交流の場としての役割も果たしてきた。
学会誌
機関誌として『朝鮮学報』を季刊で年4回、発行している。会員数は約500人。